# Симадзаки, Харука
Харука Симадзаки (яп. 島崎 遥香, род. 30 марта 1994) — японская певица, бывшая участница идол-группы AKB48.

## Биография

### 2009
Харука Симадзаки приняла участие в прослушивании в 6-е поколение стажёрок группы AKB48 (т. е. прослушивание в 9-е поколение группы AKB48). 20 сентября было объявлено, что она была принята.

### 2010
В выборах в 17-й сингл AKB48, которые прошли в мае—июне 2010 года, Харука Симадзаки заняла 28 место, что было самой высокой позицией среди всех стажёрок.

### 2011
В июне было объявлено о «повышении»: она будет в составе создаваемой новой команды Team 4.

### 2012
В выборах в 27-й сингл AKB48, которые прошли в мае—июне 2012 года, Харука Симадзаки заняла 23 место.
В августе Харука была переведена в состав Team B, а Команда 4 была распущена.
В сентябре Харука Симадзаки выиграла третий турнир группы AKB48 по игре «камень, ножницы, бумага», который состоялся в Будокане, и таким образом завоевала позицию центра в новом сингле AKB48. Сингл назывался «Eien Pressure» и был выпущен 5 декабря.
В октябре Харука появилась на премьере фильма Gekijouban Shiritsu Bakaleya Koukou, в котором она сыграла главную роль. Кинофильм был основан на телесериале 2012 года  Shiritsu Bakaleya Koukou.
Позже в том же месяце октябре она вместе с Минами Такахаси приняла участие в тренировке по работе с автоматическим внешним дефибриллятором, спонсируемой японским Красным Крестом.

### 2013
23 февраля Харука Симадзаки появилась на обложке апрельского номера японского журнала про моду Smart.

## Дискография

### Синглы

#### В составе AKB48

##### Сторона «А»
- «Manatsu no Sounds Good!»[12][13]
- «UZA»
- «Eien Pressure»
- «So Long!»
- «Sayonara Crawl»

##### Сторона «Б»
- «Ponytail to Shushu»
  - «Boku no Yell» (яп. 僕のYELL ) — Theater Girls
- «Heavy Rotation»
  - «Namida no Seesaw Game» (яп. 涙のシーソーゲーム) — Under Girls
- «Chance no Junban»
  - «Fruit Snow» (яп. フルーツ・スノウ ) — Team Kenkyuusei
- «Sakura no Ki ni Narou»
  - «Ōgon Center» (яп. 黄金センター) — Team Kenkyuusei
- «Everyday, Katyusha»
  - «Yankee Soul» (яп. ヤンキーソウル) — Team Kenkyuusei
  - «Anti» (яп. アンチ) — Team Kenkyuusei
- «Kaze wa Fuiteiru»
  - «Kimi no Senaka» (яп. 君の背中) — Under Girls
  - «Tsubomitachi» (яп. 蕾たち) — Team 4+Kenkyuusei
- «Ue kara Mariko»
  - «Hashire! Penguin» (яп. 走れ!ペンギン) — Team 4
- «GIVE ME FIVE!»
  - «New Ship» — Special Girls A
- «Manatsu no Sounds Good!»
  - «Choudai, Darling!»
- «Gingham Check»
  - «Nante Bohemian» — Under Girls
- «Eien Pressure»
  - «Totteoki Christmas»
- «So Long!»
  - «Soko de Inu no Unchi Funjau ka ne?» (яп. そこで犬のうんち踏んじゃうかね?) — Team B

## Фильмография

### Кинофильмы
- Gekijouban Shiritsu Bakaleya Koukou (13 октября 2012)
- "Gekijōurei"
- Haunted Campus (2016)

### Телевизионные фильмы и сериалы
- Majisuka Gakuen (TV Tokyo, последняя серия, 26 марта 2010)
- Majisuka Gakuen 2 (TV Tokyo, 15 апреля — 1 июля 2011)
- Shiritsu Bakaleya Koukou (Nippon Television, 14 апреля — 30 июня 2012)
- Majisuka Gakuen 3 (TV Tokyo, 13 июля — 5 октября 2012)
- Ataru Special: New York kara no Chousenjou (яп. ATARU スペシャル ～ニューヨークからの挑戦状!!～) (6 января 2013, TBS)[14]
- True Horror Stories (TV Fuji, 2014)
- Majisuka Gakuen 4 (TV Tokyo, 2015)
- Yutori desu ga Nani ka? (NTV, 2016)